# Apu Nahasapeemapetilon
Apu Nahasapeemapetilon, chiamato semplicemente Apu, è un personaggio della serie animata I Simpson.
Nella versione originale è doppiato da Hank Azaria, mentre in Italia da Manfredi Aliquò.
Apu è un cittadino indiano emigrato negli Stati Uniti ed è il gestore del Jet Market di Springfield, dove Homer e Marge (ed anche molti altri abitanti della fittizia città) si recano rispettivamente a comprare le birre e a fare la spesa; subisce spesso taccheggi da parte di Patata e rapine da parte di Serpente, tanto che a Marge – nella puntata Fidarsi è bene, non fidarsi è meglio – dice che gli hanno sparato talmente tante volte che ormai la pena da scontare per quel reato è solo una multa di 100 dollari.

## Caratterizzazione del personaggio
Nella puntata Homer e Apu, Apu afferma di essere originario di Rahmatpur (nel Bengala Occidentale). Dopo essersi laureato presso il Caltech (Calcutta Technical Institute), si reca negli Stati Uniti con un visto per studenti per conseguire il dottorato in Scienze informatiche; tuttavia, dopo aver concluso gli studi, terminati con una tesi incentrata sul primo programma al mondo per computer del gioco dell'oca, resta a Springfield come semi-clandestino, rischiando poi l'espulsione.
Grazie all'aiuto dei Simpson ottiene la cittadinanza; nonostante abbia buoni rapporti con loro, nella puntata speciale Dietro la risata si scopre che proprio lui spifferò al fisco che i cinque evadevano le tasse.
Apu è molto devoto alla sua religione, l'induismo. Ha persino eretto un piccolo tempio dedicato al dio Ganesha nel suo negozio. Tuttavia, spesso non ne rispetta completamente gli ideali e i principi di correttezza. Ad esempio, se trova sugli scaffali del suo negozio qualche prodotto già scaduto, non si fa problemi ad "aggiornare" il termine minimo di conservazione, ossia la data di scadenza riportata sulla confezione dello stesso. Lo fa anche all'inizio del film dei Simpson, quando modifica un 6 di 2006 trasformandolo in un 8 di 2008 e in una puntata in cui viene licenziato dall'industria dei Jet Market per questo motivo.
Come rivelato nell'episodio Lisa la vegetariana, Apu è vegano, scelta derivata da una motivazione etica, di rispetto verso tutte le forme di vita senzienti. Nello stesso episodio si viene a sapere che Apu è un buon amico del cantante Paul McCartney, conosciuto durante il periodo trascorso dai Beatles in India (arriva persino a dichiarare di essere da loro stato nominato "quinto Beatle", affermazione a cui McCartney reagisce roteando gli occhi).
Ha inoltre affermato di amare molto la canzone Dream Police dei Cheap Trick, anche se per sua stessa ammissione non ne conosce bene tutte le parole  e assieme ad Homer, il preside Skinner ed il commissario Winchester (poi sostituito da Barney) fece parte del quartetto vocale noto come "I Re Acuti", con il nome d'arte di "Apu de Beaumarchais" (significante "del bel mercato" in francese).

### Famiglia
Inizialmente scapolo, Apu si sposerà in seguito con Manjula nell'episodio Le due signore Nahasapeemapetilon, in un matrimonio combinato dai suoi genitori e da cui avrà 8 gemelli. Inizialmente Apu non era intenzionato a sposarsi, arrivando a far credere alla madre di essere sposato con Marge dietro suggerimento di Homer. Ben presto però l'inganno viene svelato e la madre di Apu inizia a preparare il matrimonio per il figlio. Inizialmente depresso, Apu si ricrederà quando scoprirà che Manjula è una donna bellissima.
Il matrimonio di Apu e Manjula non ha attraversato solo momenti facili, complice il grande stress derivato dal gestire così tanti figli e la dedizione di Apu al suo lavoro, ma i due si amano profondamente e conducono una vita, tutto sommato, serena.
Gli altri parenti conosciuti sono la madre, il fratello Sanjay (che lavora con lui al Jet Market) e i suoi due nipoti: una della stessa età di Bart chiamata Pahusacheta e l'altro chiamato Jamshed, piccolo, ma abile con il fucile. Apu ha inoltre un altro fratello, da quanto mostrato nell'albero genealogico dell'episodio Le due signore Nahasapeemapetilon, e un cugino che vive in India, Kavi.

## Critiche
Per molti anni Apu è stato l'unico personaggio originario dell'Asia del Sud nella televisione statunitense. Il comico di origini indiane Hari Kondabolu ha realizzato un documentario, The Problem with Apu, in cui si analizza il personaggio e l'impatto che ha avuto: secondo Kondabolu Apu è uno stereotipo insidiosamente razzista, nonostante ogni personaggio della serie sia un forte ed esagerato stereotipo. Mentre molti sondaggi e interviste (così come video YouTube realizzati da utenti e creators indo-Americani ed indiani), hanno dimostrato che Apu è ancora molto amato dalla comunità Indo-Americana, alcuni attivisti hanno detto di essere stati presi in giro con imitazioni di Apu.
I Simpson hanno provato a rispondere alla questione nella puntata Nessuna buona lettura rimane impunita (ventinovesima stagione), ma il tentativo è stato criticato da parte del pubblico. Il doppiatore originale Azaria in un'intervista a Stephen Colbert ha detto di essere disposto a farsi da parte o ad aiutare la transizione a qualcosa di nuovo.
A gennaio 2020 Hank Azaria ha annunciato di non voler più doppiare questo personaggio, più che altro per decisione della serie stessa.